# День празднования бисексуальности
День празднования бисексуальности (Celebrate Bisexuality Day), также День гордости бисексуалов) — отмечается ежегодно 23 сентября членами бисексуального сообщества и их близкими.
В этот день звучат призывы к бисексуальным людям, их семьям, друзьям и близким признать и отметить бисексуальность, историю бисексуалов, их сообщество и культуру, а также обычную жизнь бисексуалов.
Впервые отмечавшийся в 1999 году, День празднования бисексуальности — прежде всего результат деятельности трёх активистов прав бисексуалов из США: Венди Карри из штата Мэн, Майкла Пейджа (англ. Michael Page) из Флориды и Дж. Р. Уилбур из Техаса. Как заявлял Уилбур, со времени Стоунволлских бунтов сообщество бисексуалов, как и геев и лесбиянок, выросло в своей силе, но бисексуалы остаются ещё невидимыми, и сохраняется предубеждение, что партнёры в любой паре влюбленных должны самоопределиться либо как гомосексуалы, либо гетеросексуалы.
Такое празднование задумывалось в особенности как ответ на предубеждение и маргинализацию бисексуальных людей со стороны как некоторых гетеросексуалов, так и представителей ЛГБТ-сообщества.
Впервые этот день отмечался при участии Международной ассоциации лесбиянок и геев (ILGA). С 1999 года распространённость праздника постепенно растёт. В Торонто проводятся дискуссии, званые обеды и танцы, в Квинсленде — бал-маскарад. В Техасском университете A&M эта неделя служит для дискуссий по гендерной тематике. В Принстонском университете каждый год в этот день проводится собрание в ЛГБТ-центре. Также этот день отмечался в Германии, Японии, Новой Зеландии, Швеции и Великобритании.